# Amae
Amae (jap. 甘え, etwa: Anlehnung) ist ein Begriff aus dem Nihonjinron (japanisch 日本人論). Es ist ein zentraler Begriff im Werk des Autors Takeo Doi, der ihn geprägt und populär gemacht hat. Amae bezeichnet den gleichzeitigen Wunsch nach Geborgenheit und Abhängigkeit. Amae ist die Substantivierung des Verbs „amaeru“ (sich anlehnen, auch im Sinne von "sich verwöhnen lassen").

## Amae in der Kindheit
Amae ist ein Abhängigkeitsbedürfnis zwischen Mutter und Kind. Durch das Schutzbedürfnis des Kindes besteht eine natürliche Abhängigkeit von der Mutter. In dem Moment, in dem das Kind die Mutter als ein eigenes Individuum erkennt, entwickelt es das Bedürfnis, von der Mutter geliebt zu werden.
Aus dem Recht eines Kindes, sich ausleben zu können, resultiert bei der Mutter ein Höchstmaß an Nachsicht. Diese Narrenfreiheit des Kindes hat eine übertriebene Fürsorge der Mutter zur Folge, die nach westlichen Maßstäben irritierend wirkt.

## Amae bei Erwachsenen
Nach Takeo Doi unterscheiden sich erwachsene japanische und westliche Individuen im Umgang miteinander durch ein unterschiedliches Bedürfnis nach Amae. Dieses unterschiedliche Bedürfnis entsteht durch Unterschiede in der Gesellschaft und der Erziehung.
Die Unterschiede führt Takeo Doi auf die stärkere Sehnsucht der Japaner nach Amae zurück. Während in den westlichen Gesellschaften die individuelle Freiheit einen hohen Stellenwert einnimmt, wird die japanische Gesellschaft geprägt durch den Wunsch des Einzelnen nach Geborgenheit in der jeweiligen Gruppe (jap. uchi 内, etwa: Innen) und Abgrenzung gegenüber anderen Gruppen (jap. soto 外, etwa: Außen).
Die Ursache für diese Unterschiede sind gesellschaftliche Entwicklungen, die Jahrtausende zurückreichen:
- In der japanischen Gesellschaft: Der Höhergestellte einer Gruppe (z. B. der Kaiser oder der Chef einer Firma) ist abhängig von der Unterstützung durch die Mitglieder der Gruppe (z. B. die Berater, das Volk, die Mitarbeiter der Firma). Die Unterstützung wird vergolten durch die Übernahme der Verantwortung durch den Höhergestellten (jap. hohitsu, 輔弼, etwa : Unterstützung).[3]
- In den westlichen Gesellschaften: Eine durch das Christentum geprägte, starke Wertschätzung des Individuums und der persönlichen Verantwortung für die eigenen Taten gegenüber Gott.[4]

Takeo Doi sieht Amae als Erklärung für viele Charakteristiken der japanischen Gesellschaft:
- Es existiert ein hohes Verantwortungsgefühl gegenüber Mitgliedern der eigenen Gruppe, z. B. der Familie oder der Firma.
- Dank und Wertschätzung in der eigenen Gruppe sind selbstverständlich. Es besteht ein hohes Vertrauen auf die Wertschätzung durch die Mitglieder der eigenen Gruppe, auch ohne dass dies explizit geäußert wird.
- Individuen, die außerhalb der eigenen Gruppe stehen, werden ignoriert.
- Geschenke oder Zuwendung gegenüber Außenstehenden führen zu Verpflichtungen.